# Felicia de Sicilia
Felicia de Sicilia  (n. cca. 1078 – d. cca. 1102), membră a dinastiei normande Hauteville, a fost regină=consortă a Ungariei.
Felicia a fost fiica mai mare a contelui Roger I de Sicilia cu cea de a doua sa soție, Eremburga de Mortain. În mod tradițional, ea a fost numită Busilla, însă acest nume este probabil o neânțelegere a vechiului termen italian de "pucelle" ("virgină").
Regele Coloman I al Ungariei și-a trimis mesagerii la curtea tatălui ei pentru a propune căsătoria cu Felicia din 1096, însă contele Roger nu a considerat pe trimiși ca fiind destul de iluștri și a refuzat oferta. Cea de a doua misiune a regelui Ungariei a fost condusă de episcopul Hartvik de Győr, însă contele a prelungit negocierile. În cele din urmă, mesagerii maghiari, conduși de ducele Álmos de Croația, fratele mai tânăr al regelui, au condus-o pe Felicia în Ungaria, unde ea s-a căsătorit cu regele Coloman în jurul anului 1097.

## Copii
- Sofia (n. înainte de 1101), căsătorită cu un nobil maghiar
- Ștefan (n. 1101 – d. 1 martie 1131), devenit rege al Ungariei ca Ștefan al II-lea
- Ladislau (?)